# Thomas Gilbert
Thomas Gilbert fue un marino británico del siglo XVIII. Las islas Gilbert, en Oceanía, llevan su nombre.

## Biografía
Thomas Gilbert y John Marshall son recordados por haber sido los capitanes de dos buques de la Compañía Británica de las Indias Orientales, el Charlotte y el Scarborough, que al regresar de llevar a los condenados a la bahía de Botany en 1788, rumbo a Cantón, descubrieron los atolones de Aranuka , Kuria, Abaiang y Tarawa, en el grupo de las islas Gilbert. Los buques habían formado parte de la primera flota que llevó convictos a Australia, navegado en un convoy al mando del capitán Arthur Phillip, el primer gobernador de Nueva Gales del Sur.
Los dos buques encontraron su primera isla de las islas Gilbert el 17 de junio de 1788. En un artículo de 1941 en la revista Life, Samuel Eliot Morison escribió que esta isla fue probablemente Apemama, pero podría haber sido Aranuka. Gilbert descubrió Tarawa el 20 de junio de 1788. Los bocetos que realizó aún se conservan.

## Legado
Sus dos nombres, más tarde (1820), fueron dados por el almirante ruso Adam Johann von Krusenstern y el capitán francés Louis Isidore Duperrey, a las islas Gilbert y las islas Marshall, dos archipiélagos compuestos de atolones que los capitanes británicos cruzaron sin explorar y sin conocimiento de que eran un archipiélago.